# Atak rakietowy na Sumy
Atak rakietowy na Sumy – atak rakietowy dwoma pociskami 9K720 Iskander/KN-23 z amunicją kasetową przeprowadzony 13 kwietnia 2025 roku przez wojska rosyjskie podczas inwazji Rosji na Ukrainę. Zginęły w nim co najmniej 34 osoby, a 117 osób zostały rannych. Atak został przeprowadzony rano w Niedzielę Palmową, gdy wielu cywilów znajdowało się na ulicach miasta obwodowego Sumy w północno-wschodniej Ukrainie.

## Atak
Do ataku doszło w Niedzielę Palmową w centrum miasta. Ofiarą ataku padło Centrum Kongresowe Uniwersytetu Państwowego w Sumach, w którym często odbywały się zajęcia z dziećmi. W budynku mieści się także regionalne biuro Komisarza Rady Najwyższej Ukrainy ds. Praw Człowieka – Centrum Ochrony Praw Człowieka. W wyniku uderzenia na jednej z ulic wybuchł pożar. W ataku rakiet Iskander Siły Zbrojne Federacji Rosyjskiej użyły amunicji kasetowej, przez co trolejbus pełen pasażerów został uszkodzony odłamkami. Większość osób znajdujących się w pojeździe zginęła. Zdaniem przewodniczącego Sumskiej Wojskowej Obwodowej Administracji Państwowej Wołodymyra Artiucha Rosjanie uderzyli dwiema rakietami balistycznymi celowo w gęsto zaludniony obszar miasta. Brytyjska gazeta „The Guardian” nazwała ostrzelanie Sum w Niedzielę Palmową największym atakiem na ludność cywilną od początku roku.
Według burmistrza Konotopa, Artema Semenichina, tego dnia w Sumach, niedaleko miejsca ataku, zaplanowano ceremonię wręczenia nagród żołnierzom 117. Brygady Obrony Terytorialnej, którzy w chwili uderzeń znajdowali się w ukryciu. Semenichin zwrócił się do Biura Prezydenta Ukrainy z prośbą o „ukrycie Artiucha za kratkami (w obawie) przed linczem”, nazywając go „radzieckim generałem”, który swoimi działaniami pomógł Rosjanom w przeprowadzeniu ataku. Były poseł Ihor Mosijczuk i posłanka Marjana Bezuhła potwierdzili planowaną ceremonię i dodali, że na wydarzenie zaproszono również cywilów, w tym dzieci. Wołodymyr Artiuch został odwołany ze stanowiska przewodniczącego administracji obwodu sumskiego 17 kwietnia 2025 r.
Szef Głównego Zarządu Wywiadu Ministerstwa Obrony Ukrainy gen. Kyryło Budanow powiedział, że atak przeprowadziły rosyjskie oddziały 112 i 448 brygady rakietowej, które zaatakowały dwoma pociskami balistycznymi Iskander-M/KN-23 z miasta Liski w obwodu woroneskiego oraz wioski Leżeńki w obwodzie kurskim.
W ataku zginęły co najmniej 34 osoby, a 117 zostało rannych, w tym 15 dzieci. Wśród ofiar znalazła się Ołena Kohut, organistka Sumskiej Filharmonii Obwodowej.
Atak w Sumach nastąpił zaledwie kilka dni po rosyjskim ataku rakietowym w Krzywym Rogu, w którym zginęło dwudziestu cywilów.

## Reakcje
Prezydent Ukrainy Wołodymyr Zełenski stanowczo potępił atak, określając go jako celowy akt terroru i wzywając do zwiększenia międzynarodowej presji na Rosję. W swoim oświadczeniu Zełenski podkreślił, że „rozmowy nigdy nie powstrzymały rakiet balistycznych i bomb” i zachęcił społeczność międzynarodową do zdecydowanej reakcji. Zełenski wezwał sojuszników do wysłania 10 kolejnych systemów obrony powietrznej MIM-104 Patriot w celu ochrony Ukrainy.
Minister spraw zagranicznych Ukrainy Andrij Sybiha nazwał ataki na ludność cywilną podczas święta religijnego „absolutnym złem” i zaapelował do partnerów międzynarodowych o wzmocnienie obrony powietrznej. Minister gospodarki Julija Swyrydenko zwróciła uwagę na fakt, że atak miał miejsce w jednym z dni, w których frekwencja w kościołach jest największa. Andrij Jermak, szef Biura Prezydenta Ukrainy, określił możliwe użycie broni kasetowej jako celowo obliczone na spowodowanie jak największych ofiar wśród ludności cywilnej.
Rosyjski atak rakietowy spotkał się z ostrym potępieniem na arenie międzynarodowej. Kaja Kallas, wysoka przedstawiciel Unii Europejskiej do spraw zagranicznych i polityki bezpieczeństwa, opisała atak jako „przerażający przykład nasilenia ataków przez Rosję, podczas gdy Ukraina przyjęła bezwarunkowe zawieszenie broni”.
Premier Polski Donald Tusk określił tragedię w Sumach „krwawą niedzielą”, a polskie Ministerstwo Spraw Zagranicznych „potępiło barbarzyńskie uderzenie rakietowe Rosji na Sumy”.
Prezydent Francji Emmanuel Macron ogłosił, że podjął „zdecydowane kroki” w celu wyegzekwowania zawieszenia broni, dodając, że „wszyscy wiedzą, że to tylko Rosja chce tej wojny”. Brytyjski premier Keir Starmer potępił „straszliwe ataki Rosji na ludność cywilną” i powiedział, że prezydent Rosji Władimir Putin musi zgodzić się na „pełne i natychmiastowe zawieszenie broni bez żadnych warunków”. Matthias Schmale, koordynator ds. pomocy humanitarnej ONZ na Ukrainie, wydał oświadczenie potępiające atak „w najostrzejszych możliwych słowach” i podkreślające, że międzynarodowe prawo humanitarne wyraźnie zabrania ataków na „ludność cywilną i infrastrukturę cywilną”.
Prezydent USA Donald Trump powiedział dzień po ataku: „Myślę, że to było straszne. Powiedziano mi, że popełnili błąd, ale uważam, że to okropna rzecz”. Keith Kellogg, specjalny wysłannik Donalda Trumpa na Ukrainę, potępił atak i stwierdził, że przekroczył on „jakąkolwiek granicę przyzwoitości”.